# プラクシディケ (衛星)
プラクシディケ（英語：Praxidike、確定番号：Jupiter XXVII) は、木星の第27衛星である。
2000年11月23日に、スコット・S・シェパードが率いるハワイ大学の観測チームによって発見され、S/2000 J 7 という仮符号が与えられた。観測にはハワイ大学の望遠鏡が用いられた。その後2002年10月22日に、ゼウスの娘で「正義の執行者」であるギリシア神話の女神に因んで命名された（プラクシディケは、Orphic Hymns（日本語名不詳）ではペルセポネと同一視されている）。また Jupiter XXIV という確定番号が与えられた。
プラクシディケの見かけの等級は21.2であり、アルベドを0.04と仮定した場合、プラクシディケの直径はおよそ 6.8 km と推定される。また、密度を 2.6 g/cm3 と仮定した場合、質量はおよそ 4.3 ×1014 kg と推定される。プラクシディケは、木星から1930万kmと2270万kmの間の距離を逆行軌道で公転し、軌道傾斜角が 150° 前後の不規則衛星のグループであるアナンケ群に属している。アナンケ群に属する衛星の中では、アナンケに次いで2番目に大きい。
2002年にマゼラン望遠鏡を用いてプラクシディケの観測が行われ、色指数が B-V=0.77、V-R=0.34、V-I=0.74、表面は灰色でC型小惑星と類似していることが分かった。これは同じアナンケ群に属するハルパリケやイオカステと似た特徴だが、グループで最も大きいアナンケは灰色にやや赤みがかった色をしており、異なる特徴を持つことが示唆されている。